# Luis Díaz (beisbolista)
Luis Edgardo Díaz Landaeta (Nacido en Valencia, Carabobo, Venezuela, el 9 de abril de 1992) es un lanzador de la Liga Venezolana de Béisbol Profesional (LVBP), para los Leones del Caracas.